# Canton de Valence-1
Le canton de Valence-1 est une circonscription électorale française située dans le département de la Drôme en région Auvergne-Rhône-Alpes, dans l'arrondissement de Valence.

## Histoire
- De 1833 à 1964, il n'y avait qu'un seul canton à Valence.
- Le canton de Valence-I a été créé par décret du 23 juillet 1973 à la suite du démantèlement des anciens cantons de Valence-Nord et Valence-Sud, créés en 1964[1].
- Il a été modifié par décret du 24 décembre 1984 à l'occasion de la création du canton de Valence-4[2].
- Un nouveau découpage territorial de la Drôme entre en vigueur en mars 2015, défini par le décret du 20 février 2014[3]. Dans la Drôme, le nombre de cantons passe ainsi de 36 à 19. La composition du canton de Valence-1 est remaniée.

## Représentation

### Représentation avant 1973

#### Conseillers d'arrondissement (de 1833 à 1940)
| Période                                  | Période      | Identité                             | Étiquette            | Qualité |
| ---------------------------------------- | ------------ | ------------------------------------ | -------------------- | --- |
| 1833                                     | 1842         | Jean-Philippe Aymard (1799-1875)     |                      | Juge à Valence                                                                                              |
| 1842                                     | 1852         | Eugène Alexandre Ithier (1789-1853)  |                      | Avocat puis juge Adjoint au Maire, puis Maire de Valence                                                    |
| 1852                                     | 1867         | Albin Pierre Thannaron (1788-1884)   |                      | Agronome, maire de Bourg-lès-Valence                                                                        |
| 1867                                     | 1870         | Joseph André Tampier                 |                      | Négociant à Valence                                                                                         |
| 1870                                     | 1889         | Jean-Louis Janoyer (1820-1900)       |                      | Instituteur - Maire de Beaumont-lès-Valence                                                                 |
| 1889                                     | 1893 (décès) | Martin Mazade                        | Radical              | Pharmacien à Valence                                                                                        |
| 1893                                     | 1908         | Alcide Chanas                        | Républicain Agricole | Maire de Beaumont-lès-Valence                                                                               |
| 1908                                     | 1919         | Jean Joseph Olivier Cerbère (1862-?) | Radical              | Pharmacien des hôpitaux, propriétaire à Étoile                                                              |
| 1919                                     | 1931         | Louis Avond                          |                      | Propriétaire à Beauvallon                                                                                   |
| 1931                                     | 1940         | Marcel Chauvet                       | SFIO                 | Cheminot, puis restaurateur et hôtelier, maire de Portes-lès-Valence                                        |
| 1940                                     |              |                                      |                      | Les conseils d'arrondissement ont été suspendus par la loi du 12 octobre 1940 et n'ont jamais été réactivés |
| Les données manquantes sont à compléter. |              |                                      |                      | |

#### Conseillers généraux

##### Canton de Valence (de 1833 à 1964)
| Période | Période                   | Identité                            | Étiquette                | Qualité |
| ------- | ------------------------- | ----------------------------------- | ------------------------ | --- |
| 1833    | 1843 (décès)              | Nicolas Delacroix                   | Majorité gouvernementale | Chef de division à la préfecture de la Drôme Ancien maire de Valence Député (1815 et 1839-1843)                   |
| 1843    | 1848                      | Eugène Alexandre Ithier (1789-1853) |                          | Avocat Maire de Valence (1843-1847)                                                                               |
| 1848    | 1867                      | Charles du Trémolet de Lacheisserie | Majorité dynastique      | Ancien Procureur du Roi à Largentière (Ardèche) Propriétaire à Valence, Député (1859-1863)                        |
| 1867    | 1871                      | Louis Maurice Antoine Clerc         | Républicain              | Notaire et avocat à Valence Député (1871-1876)                                                                    |
| 1871    | 1879 (démission)          | Jean-Pierre Bernard (1807-1883)     | Républicain              | Architecte à Valence                                                                                              |
| 1879    | 1904 (décès)              | Joseph Bélat (1843-1904)            | Républicain-Rad.         | Maire de Valence Président du Conseil général Conseiller à la Cour d'appel, propriétaire à Paris                  |
| 1904    | 1910                      | Louis Dumont                        | Rad.                     | Commis des ponts et chaussées, puis journaliste Député (1906-1910) Sénateur (1902-1919)                           |
| 1910    | 1919                      | Jules Roux                          | Rad.                     | Propriétaire aux Riviers, commune de Valence                                                                      |
| 1919    | 1928                      | Henri Perdrix                       | Rad.                     | Entrepreneur, propriétaire à Paris Maire de Valence (1919-1935) Sénateur (1920-1945) Président du Conseil général |
| 1928    | 1934                      | Paul Ferlay (1883-1935)             | SFIO                     | Représentant de commerce, conseiller municipal de Valence                                                         |
| 1934    | 1941 (démission d'office) | Jules Moch                          | SFIO                     | Ingénieur Député de la Drôme (1928-1936) Ministre (mars-avril 1938) Révoqué par le Gouvernement de Vichy          |
|         |                           |                                     |                          | |
| 1942    | 1943 (démission)          | René Pécherot                       | Rad.                     | Vétérinaire - Maire de Valence Nommé conseiller départemental en 1942 Député (1936-1942)                          |
| 1943    | 1945                      | André Estour (1911-1994)            |                          | Notaire Membre de la Commission administrative départementale (1940-1943) Nommé conseiller départemental en 1943  |
|         |                           |                                     |                          | |
| 1945    | 1951                      | Jean Perdrix (fils d'H.Perdrix)     | Rad.                     | Entrepreneur de menuiserie à Valence                                                                              |
| 1951    | 1958                      | Andrée Monnier                      | PCF                      | Ménagère à Valence                                                                                                |
| 1958    | 1964                      | Jean Perdrix                        | Rad.                     | Maire de Valence (1957-1971)                                                                                      |

##### Canton de Valence-Nord(de 1964 à 1973)
| Période | Période | Identité             | Étiquette | Qualité                                                                     |
| ------- | ------- | -------------------- | --------- | --------------------------------------------------------------------------- |
| 1964    | 1970    | Jean Perdrix         | Rad.      | Maire de Valence (1957-1971)                                                |
| 1970    | 1973    | Roger Ribadeau-Dumas | UDR       | Directeur d'agence bancaire Député (1962-1978) Maire de Valence (1971-1977) |

##### Canton de Valence-Sud(de 1964 à 1973)
| Période | Période | Identité         | Étiquette | Qualité                                                                                           |
| ------- | ------- | ---------------- | --------- | ------------------------------------------------------------------------------------------------- |
| 1964    | 1973    | Gabriel Coullaud | PCF       | Cheminot Maire de Portes-lès-Valence (1946-1978) Élu en 1973 dans le canton de Portes-lès-Valence |

### Canton de Valence-1 de 1973 à 2015
| Période | Période          | Identité             | Étiquette    | Qualité |
| ------- | ---------------- | -------------------- | ------------ | --- |
| 1973    | 1976             | Roger Ribadeau-Dumas | UDR          | Député (1962-1978) Maire de Valence (1971-1977)                                                                 |
| 1976    | 1982             | Georges Dragon       | PS           | Commerçant à Valence                                                                                            |
| 1982    | 1994             | Régis Parent         | RPR          | Médecin Député (1986-1988)                                                                                      |
| 1994    | 2008             | Jacques Bonnemayre   | RPR puis UMP | Agent d'assurances Adjoint au maire de Valence                                                                  |
| 2008    | 2009 (démission) | Michèle Rivasi       | Verts        | Professeure agrégée Députée de la Drôme (1997-2002) Adjointe au maire de Valence Députée européenne (2009-2019) |
| 2009    | 2015             | Patrick Royannez     | Verts        | Enseignant Ancien Adjoint au maire de Valence Vice-président du Conseil général                                 |

### Conseillers départementaux de Valence-1 depuis 2015
| Période élective | Période élective | Mandat | Mandat   | Identité         | Nuance | Nuance | Qualité                                                                |
| ---------------- | ---------------- | ------ | -------- | ---------------- | ------ | ------ | ---------------------------------------------------------------------- |
| 2015             | 2021             | 2015   | 2021     | Aurélien Esprit  |        | LR     | Agriculteur - Adjoint au maire de Bourg-lès-Valence                    |
| 2015             | 2021             | 2015   | 2021     | Béatrice Teyssot |        | DVD    | Conseillère municipale de Saint-Marcel-lès-Valence                     |
| 2021             | 2028             | 2021   | en cours | Aurélie Alléon   |        | DVD    | Graphiste, conseillère municipale déléguée de Saint-Marcel-lès-Valence |
| 2021             | 2028             | 2021   | en cours | Aurélien Esprit  |        | LR     | Conseiller sortant                                                     |

### Résultats détaillés

#### Élections de mars 2015
À l'issue du 1er tour des élections départementales de 2015, deux binômes sont en ballottage : Françoise Casalino et Wilfrid Pailhes (Union de la Gauche, 32,56 %) et Aurélien Esprit et Béatrice Teyssot (Union de la Droite, 31,17 %). Le taux de participation est de 51,12 % (10 899 votants sur 21 320 inscrits) contre 53,14 % au niveau départemental et 50,17 % au niveau national.
Au second tour, Aurélien Esprit et Béatrice Teyssot (Union de la Droite) sont élus avec 51,59 % des suffrages exprimés et un taux de participation de 52,54 % (5 393 voix pour 11 203 votants et 21 321 inscrits).

#### Élections de juin 2021
Le premier tour des élections départementales de 2021 est marqué par un très faible taux de participation (33,26 % au niveau national). Dans le canton de Valence-1, ce taux de participation est de 31,3 % (6 859 votants sur 21 915 inscrits) contre 34,1 % au niveau départemental. À l'issue de ce premier tour, deux binômes sont en ballottage : Aurélie Alléon et Aurélien Esprit (Union à droite, 37,34 %) et Denis Cluzel et Marie Montmagnon (Union à gauche avec des écologistes, 23,81 %).
Le second tour des élections est marqué une nouvelle fois par une abstention massive équivalente au premier tour. Les taux de participation sont de 34,3 % au niveau national, 34,41 % dans le département et 33,12 % dans le canton de Valence-1. Aurélie Alléon et Aurélien Esprit (Union à droite) sont élus avec 58,2 % des suffrages exprimés (3 965 voix pour 7 259 votants et 21 917 inscrits),,.

## Composition

### Composition de 1973 à 2015

Localisation du canton de Valence-1 dans le département de la Drôme de 1984 à 2015.

Lors de sa création, le canton de Valence-I se composait de la portion de territoire de la ville de Valence déterminée par l'axe des voies ci-après :  à l'ouest, le Rhône, au sud, l'avenue Gambetta, place de la République, boulevard Général-de-Gaulle, rue des Alpes, rue de Mulhouse, place Lamartine, rue La Pérouse, rue de l'Armée-Belge, place Gardon, rue de Coulmiers, rue du 4-Septembre, à l'est, rue Jean-Jaurès, avenue de Chabeuil, rue Montplaisir, au nord-est, avenue de Romans, route nationale no 92 et, au nord, limites des communes de Valence et Bourg-lès-Valence (jusqu'au Rhône).
Son territoire est réduit par décret du 24 décembre 1984 ; il est alors composé de la portion de territoire de la ville de Valence délimitée par le Rhône, la limite de la commune de Bourg-lès-Valence (entre le Rhône et l'avenue de la Marne) et l'axe des voies ci-après : avenue de la Marne, avenue de Romans, rue Montplaisir, avenue de Chabeuil, rue Jean-Jaurès, rue du Pont-du-Gât, rue Dérodon, chemin du Ruisseau, rue des Moulins (de l'intersection du chemin du Ruisseau à l'intersection du cours Voltaire), cours Voltaire, place de la Paix, rue Genissieu, avenue de l'École-Normale, rue Paul-Bert (jusqu'à la rue de la Cécile), pont de la Cécile (sur la voie S.N.C.F.), rue de la Cécile, avenue Victor-Hugo, rue Rabelais, avenue Maurice-Faure, avenue de Valensolles, allée de l'Epervière (jusqu'au croisement de l'allée des Petits-Champs), allée des Prés et ruisseau de l'Epervière jusqu'au Rhône.

### Composition depuis 2015
| Nom                             | Code Insee | Intercommunalité        | Superficie (km2) | Population (dernière pop. légale)               | Densité (hab./km2) | Modifier                                    |
| ------------------------------- | ---------- | ----------------------- | ---------------- | ----------------------------------------------- | ------------------ | ------------------------------------------- |
| Valence (bureau centralisateur) | 26362      | CA Valence Romans Agglo | 36,69            | Fraction : 5 437 (2022) Commune : 64 288 (2022) | 1 752              | modifier les données · modifier les données |
| Bourg-lès-Valence               | 26058      | CA Valence Romans Agglo | 20,30            | 19 872 (2022)                                   | 979                | modifier les données · modifier les données |
| Saint-Marcel-lès-Valence        | 26313      | CA Valence Romans Agglo | 15,05            | 6 214 (2022)                                    | 413                | modifier les données · modifier les données |
| Canton de Valence-1             | 2615       |                         |                  | 31 523 (2022)                                   |                    | modifier les données                        |

Le nouveau canton de Valence-1 comprend :
1. deux communes entières,
2. la partie de la commune de Valence située à l'est d'une ligne définie par l'axe des voies et limites suivantes : depuis la limite territoriale de la commune de Bourg-lès-Valence, rue de la Belle-Meunière, route de Romans, route nationale 532, boulevard John-Fitzgerald-Kennedy, boulevard Winston-Churchill, rue Wolfgang-Amadeus-Mozart, chemin des Huguenots, chemin de Thabor, rue Emmanuel-Chabrier, route de Montélier (route départementale 119), jusqu'à la limite territoriale de la commune de Chabeuil.

## Démographie

### Démographie avant 2015
| 1975 | 1982 | 1990   | 1999   | 2006   | 2011   | 2012   |
| ---- | ---- | ------ | ------ | ------ | ------ | ------ |
| -    | -    | 15 755 | 16 732 | 17 803 | 17 080 | 16 445 |

### Démographie depuis 2015
En 2022, le canton comptait 31 523 habitants, en évolution de −0,32 % par rapport à 2016 (Drôme : +2,64 %, France hors Mayotte : +2,11 %).
| 2013   | 2018   | 2022   |
| ------ | ------ | ------ |
| 31 453 | 31 460 | 31 523 |